# Mont Tanigawa
Pour les articles homonymes, voir Tanigawa.
Le mont Tanigawa (谷川岳, Tanigawa-dake) est une des 100 montagnes célèbres du Japon. Culminant à une altitude de 1 977 m, elle est située à la limite des préfectures de Gunma et Niigata au Japon.
À la date de décembre 2014, depuis sa première exploration et le tracé de ses voies au début des années 1930, 805 personnes sont mortes sur le Tanigawa-dake (à comparer avec les plus de 200 personnes décédées sur le mont Everest sur une période comparable).